# PA-99-N2
PA-99-N2 — одиночная звезда в созвездии Андромеды на расстоянии приблизительно 2,185 млн световых лет (около 670 000 парсек) от Солнца.
Вокруг звезды обращается, возможно, одна планета.

## Характеристики
PA-99-N2 — красный гигант спектрального класса M. Масса — около 0,5 солнечной. Эффективная температура — около 3700 K.

## Планетная система
В 2009 году командой астрономов, работающих в рамках проектов MEGA и POINT-AGAPE, было объявлено об открытии планеты PA-99-N2 b. Если данные будут подтверждены, это будет первая открытая планета в другой (не нашей) галактике.